# テレビシオン・エスパニョーラ
テレビション・エスパニョーラ（西語: Televisión Española〈スペイン・テレビ〉）は、スペイン放送協会が所有するスペインの国営テレビ局である。略称はTVE（テー・ウベ・エー）。近年のロゴマークはtveと小文字表記になっている。かつてはTVEは広告収益と政府からの助成金によって運営されていたが、2010年にCMを全廃、現在政府からの助成金のみで運営されている。
1980年の公共ラジオ・テレビ法案の提出に対し、TVEは取締役会に対する責任があることと同様にスペイン国会のすべての党・委員会に報告する政府指定されたゼネラルマネージャーの下にスペイン国内の公共放送に対する全体的な責任を持つRTVEに属している。

## チャンネル

### 地上波
TVE1は1956年10月28日に開局し、1966年11月15日には2番目のチャンネルであるTVE2が加わった。
1980年代に一部の州で公営テレビ局が開局するまでは、スペイン国内唯一のテレビ局だった。民間テレビ局の開局後、若干の番組（ニュース番組『テレディアリオ』<Telediario>など）で良い評価を維持するも、アンテナ3やテレシンコなどの民放局に押されていたが、現在基本的にスペインで最も視聴されている。2010年より、CMを全廃。
フランコ政権下など当時の政治体制により、しばしば放送に干渉や圧力が加えられることがあり、国民から非難を受けた。国王フアン・カルロス1世のクリスマスイブメッセージは毎年、ほとんどのスペインのテレビ局によって同時に放送されるが、TVEは最も高い視聴率を獲得している。
2010年現在多くの地方で地上波デジタル化が進み、従来のTVE1、TVE2のほか、24時間ニュース専門チャンネルのTVE-24hや、スポーツ専門チャンネルのTeledeporte、子供向けおよび再放送チャンネルのClan TVなど多数のチャンネルで放送を行っている。

### 衛星放送
TVEは、ヨーロッパ、アフリカ、アジア、アメリカの4大陸に衛星放送チャンネルTVEインターナショナルも送信されている。日本のスカイパーフェクTV!でもアイピーシー・ワールドを委託放送事業者として2008年3月31日まで放映されていた（ch332、TVEスペインチャンネル）。

## ニュース
ニュース番組「テレディアリオ」(Telediario)は定時の15:00（以降スペイン時間表記）と21:00にTVE1で放送されるほか、TVE2でも「La 2 Noticias」と題したニュース番組を放送されている。また、1990年代半ばから、朝の報道番組や22:00からのニュース番組も大幅にリニューアルされた。それらの中から、TVE1で21:00から放映される「テレディアリオ」が、日本のNHK BS1のニュース番組『ワールドニュース』内で日本時間翌朝に音声翻訳付きで放送される。

## おもな番組
- アギラ・ロッハ（Águila Roja） - 17世紀スペインを舞台にした歴史活劇
- シネ・デ・バリオ（Cine de barrio） - 毎土曜日少し古いスペイン映画を放映
- デスティノ・エスパーニャ - スペイン各地域に居住している外国人と、そこでの生活をその人の目を通して紹介
- エスパニョーレス・エン・エル・ムンド（Españoles en el mundo） - 毎週世界の各地域を2、3ヵ所とりあげ、そこに現在居住しているスペイン人とその地域を紹介
- ベルシォン・エスパニョーラ - 比較的新しいスペイン映画を放映
- 4月14日、共和国（14 de abril. La República） - スペイン第二共和国をテーマにした歴史ドラマ